# Reprezentacja Japonii w rugby union mężczyzn
Reprezentacja Japonii w rugby mężczyzn (jap. ラグビー日本代表) – zespół rugby, biorący udział w imieniu Japonii w meczach i sportowych imprezach międzynarodowych, powoływany przez selekcjonera, w którym mogą występować wyłącznie zawodnicy posiadający obywatelstwo japońskie. Za jego funkcjonowanie odpowiedzialny jest Japoński Związek Rugby.

## Historia
Pierwszy przypadek gry w rugby w Japonii został odnotowany w 1874, kiedy to angielscy marynarze zorganizowali spotkanie w Jokohamie. W 1899 prof. Edward Bramwell Clarke i Tanaka Ginnosuke wprowadzili dla studentów na Uniwersytecie Keiō grę w rugby. Pierwszy międzynarodowy mecz Japonia rozegrała 31 stycznia 1932 przeciwko Kanadzie, wygrywając 9:8.

## Udział w międzynarodowych turniejach

### Udział wPucharze Świata
| Rok  | Kwalifikacje | Wynik        |
| ---- | ------------ | ------------ |
| 1987 | –            | faza grupowa |
| 1991 | awans        | faza grupowa |
| 1995 | awans        | faza grupowa |
| 1999 | awans        | faza grupowa |
| 2003 | awans        | faza grupowa |
| 2007 | awans        | faza grupowa |
| 2011 | awans        | faza grupowa |
| 2015 | awans        | faza grupowa |
| 2019 | gospodarz    | ćwierćfinał  |

### Udział wAsian Five Nations
| Rok  | Klasa rozgrywek | Wynik | Źródło |
| ---- | --------------- | ----- | ------ |
| 2008 | Top 5           | 1.    |        |
| 2009 | Top 5           | 1.    |        |
| 2010 | Top 5           | 1.    |        |
| 2011 | Top 5           | 1.    |        |
| 2012 | Top 5           | 1.    |        |
| 2013 | Top 5           | 1.    |        |
| 2014 | Top 5           | 1.    |        |